# Ivory
Pour les articles homonymes, voir Ivory (homonymie).
Ivory est une commune française située dans le département du Jura, dans la région culturelle et historique de Franche-Comté et la région administrative Bourgogne-Franche-Comté.

## Géographie
Altitude : 630 mètres, située sur le 1er plateau

### Climat
Pour des articles plus généraux, voir Climat de la Bourgogne-Franche-Comté et Climat du département du Jura.
En 2010, le climat de la commune est de type climat de montagne, selon une étude du Centre national de la recherche scientifique s'appuyant sur une série de données couvrant la période 1971-2000. En 2020, Météo-France publie une typologie des climats de la France métropolitaine dans laquelle la commune est exposée à un climat semi-continental et est dans la région climatique  Jura, caractérisée par une forte pluviométrie en toutes saisons (1 000 à 1 500 mm/an), des hivers rigoureux et un ensoleillement médiocre. 
Pour la période 1971-2000, la température annuelle moyenne est de 9,1 °C, avec une amplitude thermique annuelle de 17 °C. Le cumul annuel moyen de précipitations est de 1 542 mm, avec 13,7 jours de précipitations en janvier et 9,8 jours en juillet. Pour la période 1991-2020, la température moyenne annuelle observée sur la station météorologique de Météo-France la plus proche, « Arc-et-Senans », sur la commune d'Arc-et-Senans à 15 km à vol d'oiseau, est de 11,7 °C et le cumul annuel moyen de précipitations est de 1 182,8 mm. 
La température maximale relevée sur cette station est de 41,5 °C, atteinte le 13 août 2003 ; la température minimale est de −25 °C, atteinte le 2 janvier 1971,,. 
Les paramètres climatiques de la commune ont été estimés pour le milieu du siècle (2041-2070) selon différents scénarios d'émission de gaz à effet de serre à partir des nouvelles projections climatiques de référence DRIAS-2020. Ils sont consultables sur un site dédié publié par Météo-France en novembre 2022.

## Urbanisme

### Typologie
Au 1er janvier 2024, Ivory est catégorisée commune rurale à habitat très dispersé, selon la nouvelle grille communale de densité à sept niveaux définie par l'Insee en 2022.
Elle est située hors unité urbaine. Par ailleurs la commune fait partie de l'aire d'attraction de Salins-les-Bains, dont elle est une commune de la couronne,. Cette aire, qui regroupe 14 communes, est catégorisée dans les aires de moins de 50 000 habitants,.

### Occupation des sols

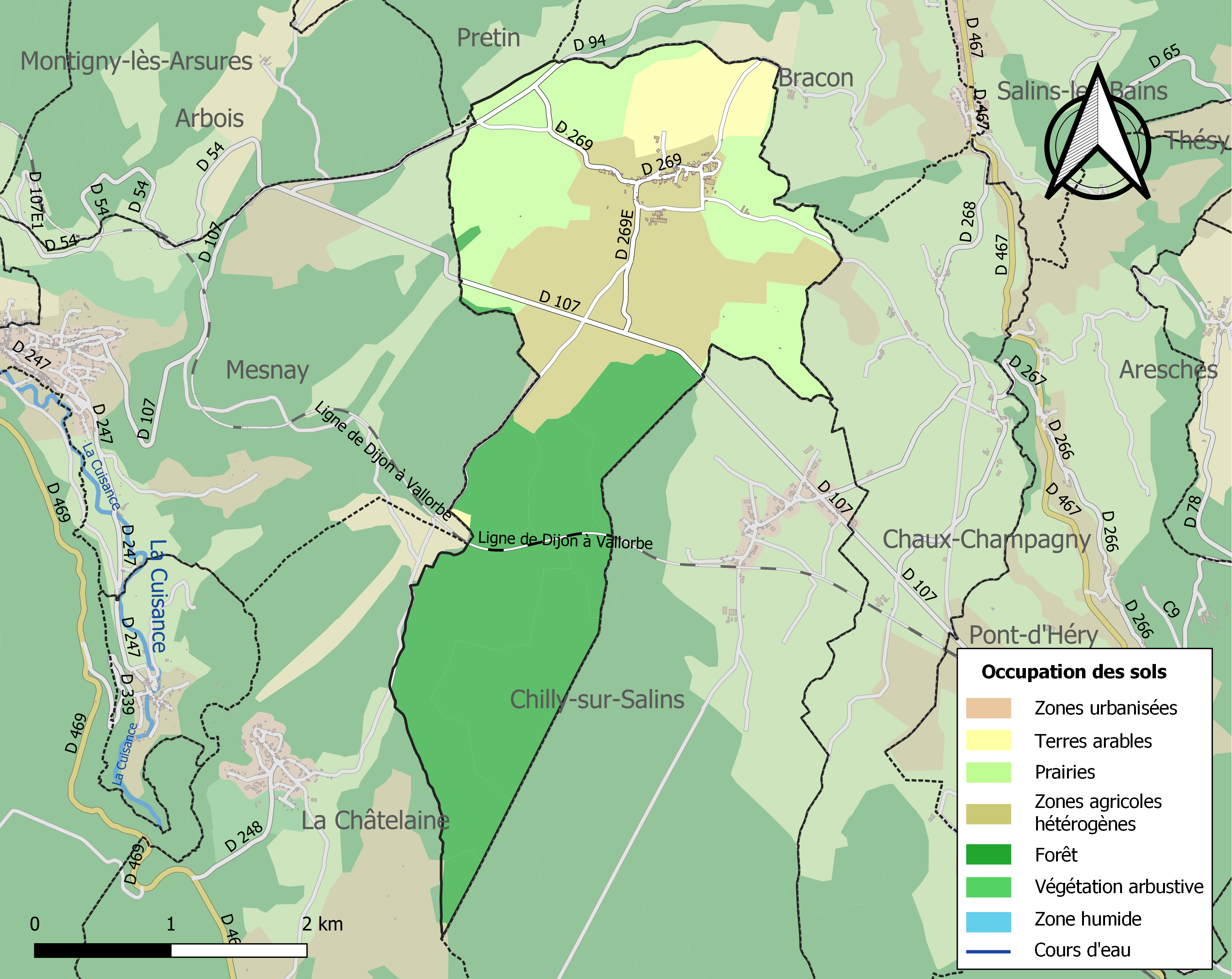
Carte des infrastructures et de l'occupation des sols de la commune en 2018 (CLC).

L'occupation des sols de la commune, telle qu'elle ressort de la base de données européenne d’occupation biophysique des sols Corine Land Cover (CLC), est marquée par l'importance des territoires agricoles (58,6 % en 2018), une proportion sensiblement équivalente à celle de 1990 (58,8 %). La répartition détaillée en 2018 est la suivante : 
forêts (41,4 %), zones agricoles hétérogènes (27 %), prairies (24,6 %), terres arables (7 %).
L'IGN met par ailleurs à disposition un outil en ligne permettant de comparer l’évolution dans le temps de l’occupation des sols de la commune (ou de territoires à des échelles différentes). Plusieurs époques sont accessibles sous forme de cartes ou photos aériennes : la carte de Cassini (XVIIIe siècle), la carte d'état-major (1820-1866) et la période actuelle (1950 à aujourd'hui).

## Toponymie
Ivory ou Yvory signifie « terre fertile »[réf. nécessaire].

## Histoire
C'est la première et la plus ancienne bourgade du plateau de Salins les Bains. Le choix du site est dû à la présence d'une source d'eau. Quatre puits voûtés et un ancien lavoir toujours visible aujourd'hui alimentent le village et les élevages bovins.
Ancien chemin des Bennatiers (transporteur de sel), Ivory recèle des traces du passé : nombreux tumulus renfermant des sépultures de l'âge du fer, des vestiges gallo-romains (voie gauloise), restes de châteaux et maisons féodales (une porte du 15ème), église du 16ème, un monument de la guerre de 1870, un de la guerre 1914-1918.

## Politique et administration
| Période    | Période  | Identité           | Étiquette | Qualité              |
| ---------- | -------- | ------------------ | --------- | -------------------- |
| Avant 1981 | 2001     | Charles Bouillet   |           |                      |
| 2001       | 2020     | François Bouveret  | DVD       | Agriculteur retraité |
| 2020       | En cours | Jean-Pierre Duquet |           | Agriculteur          |

## Démographie
L'évolution du nombre d'habitants est connue à travers les recensements de la population effectués dans la commune depuis 1793. Pour les communes de moins de 10 000 habitants, une enquête de recensement portant sur toute la population est réalisée tous les cinq ans, les populations de référence des années intermédiaires étant quant à elles estimées par interpolation ou extrapolation. Pour la commune, le premier recensement exhaustif entrant dans le cadre du nouveau dispositif a été réalisé en 2006.

En 2022, la commune comptait 87 habitants, en évolution de −7,45 % par rapport à 2016 (Jura : −0,81 %, France hors Mayotte : +2,11 %).
| 1793 | 1800 | 1806 | 1821 | 1831 | 1836 | 1841 | 1846 | 1851 |
| ---- | ---- | ---- | ---- | ---- | ---- | ---- | ---- | ---- |
| 209  | 295  | 328  | 291  | 329  | 323  | 307  | 321  | 327  |

| 1856 | 1861 | 1866 | 1872 | 1876 | 1881 | 1886 | 1891 | 1896 |
| ---- | ---- | ---- | ---- | ---- | ---- | ---- | ---- | ---- |
| 287  | 260  | 233  | 213  | 217  | 223  | 227  | 202  | 194  |

| 1901 | 1906 | 1911 | 1921 | 1926 | 1931 | 1936 | 1946 | 1954 |
| ---- | ---- | ---- | ---- | ---- | ---- | ---- | ---- | ---- |
| 201  | 190  | 195  | 208  | 212  | 194  | 175  | 177  | 171  |

| 1962 | 1968 | 1975 | 1982 | 1990 | 1999 | 2006 | 2011 | 2016 |
| ---- | ---- | ---- | ---- | ---- | ---- | ---- | ---- | ---- |
| 150  | 128  | 110  | 126  | 107  | 84   | 86   | 86   | 94   |

| 2021 | 2022 | - | - | - | - | - | - | - |
| ---- | ---- | - | - | - | - | - | - | - |
| 92   | 87   | - | - | - | - | - | - | - |

## Économie
Une coopérative fromagère collecte le lait des troupeaux des villages de Chilly sur Salins, Yvory et Arbois . Une nouvelle fruitière robotisée est construite en 2021à l'entrée du village et est opérationnelle depuis .
Six gîtes ruraux accueillent les touristes dans un cadre paisible.

## Culture locale et patrimoine

### Lieux et monuments
L'église Saint Martin (16ème) située dans le diocèse de Saint-Claude, elle est desservie par la Paroisse Les Monts de Salins. Le curé est M. l'abbé Jean-Baptiste Dole.

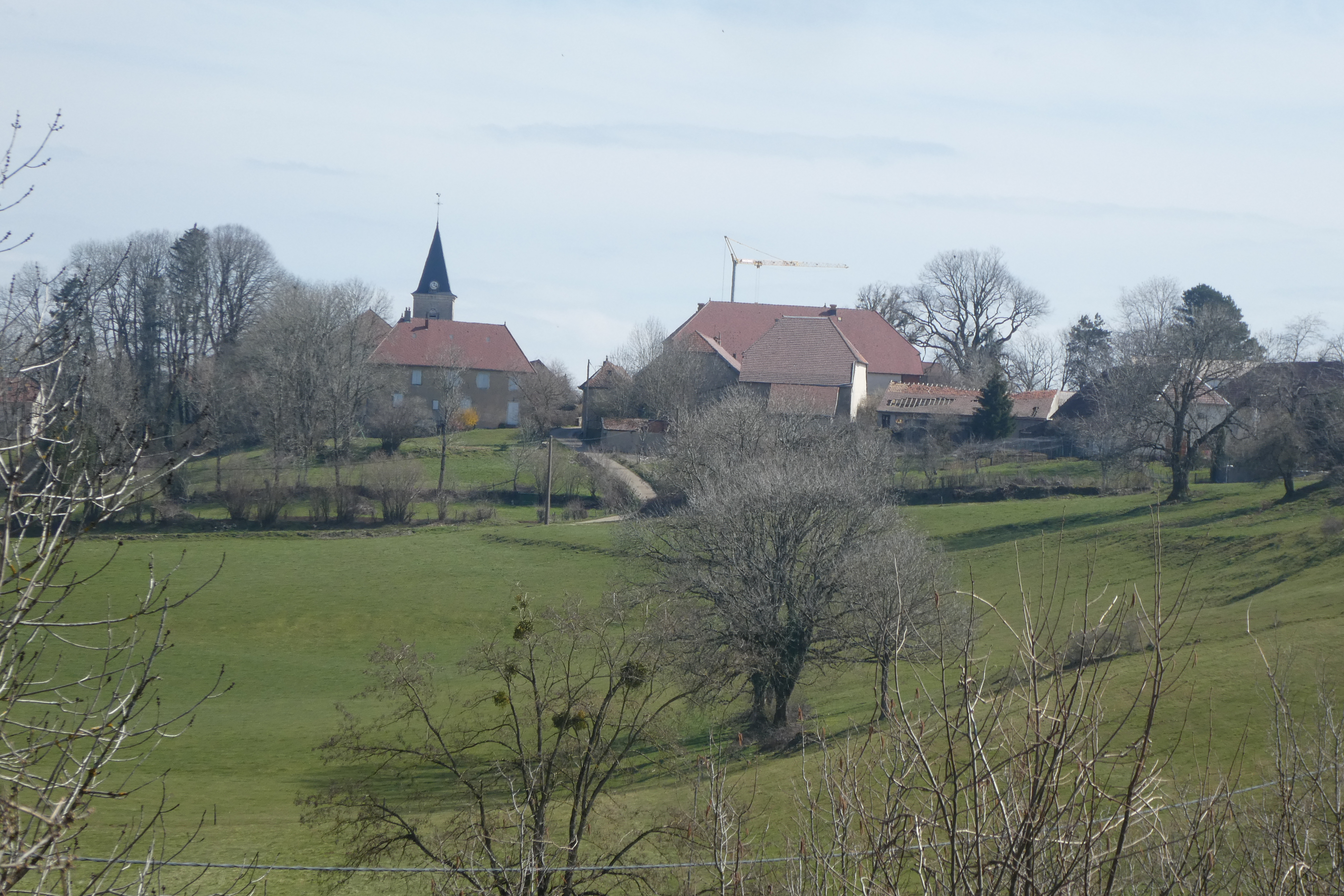
Vue générale.
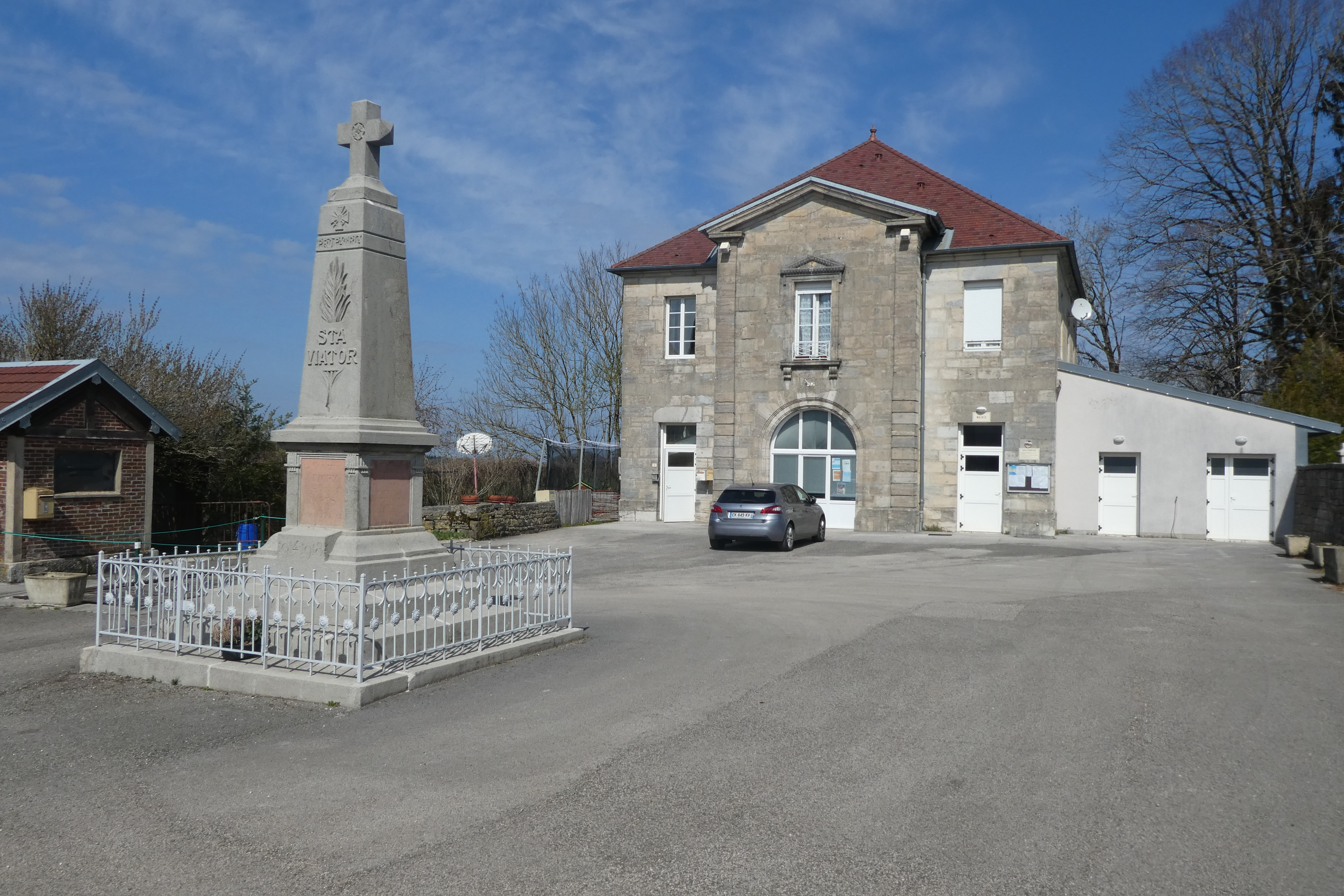
Mairie.
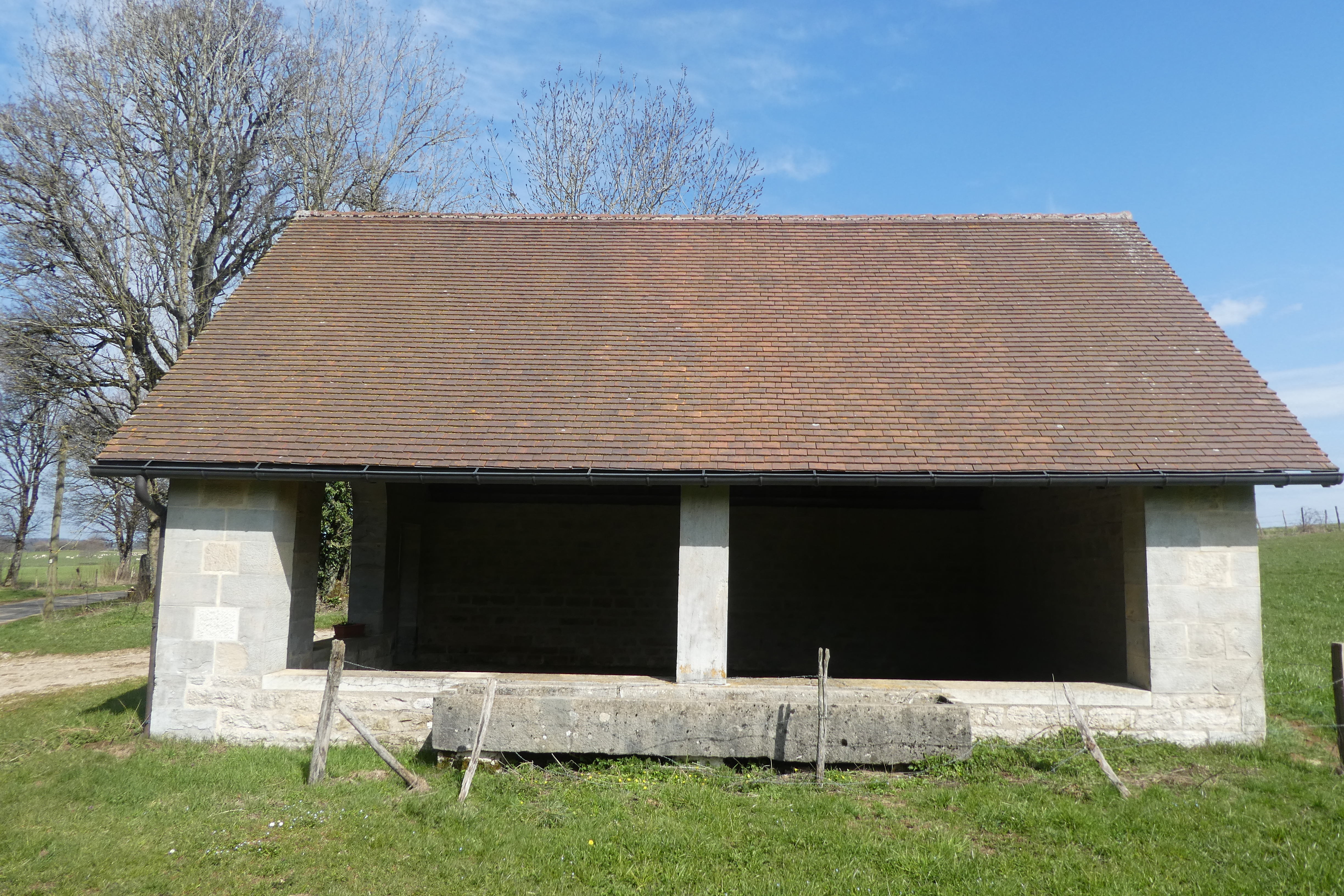
Lavoir.
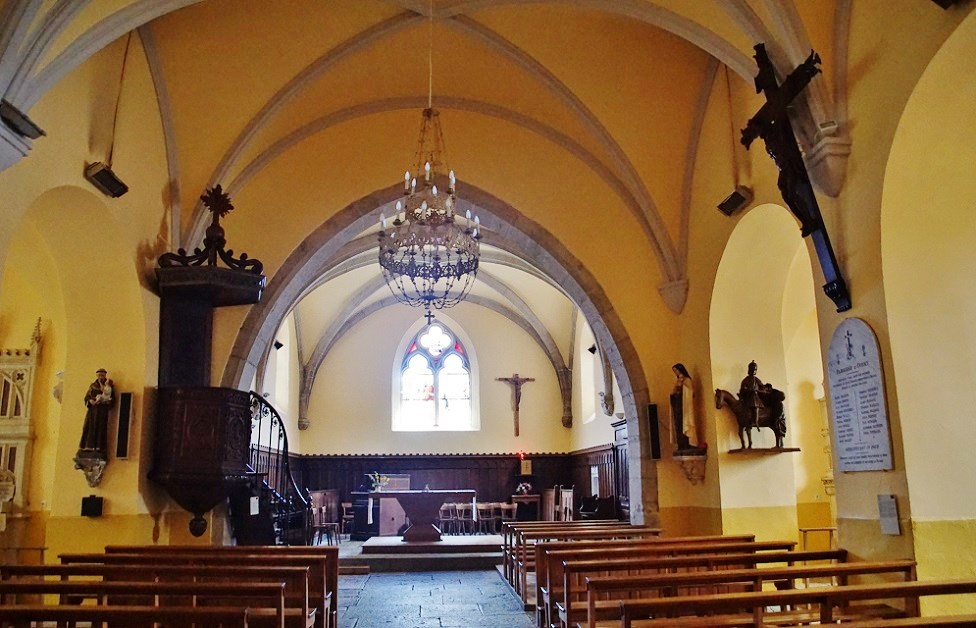
Eglise.

### Héraldique
La famille d'Ivory portait pour armes : « De sable a trois besants d'argent » ou « D'azur à trois besants d'or ».